# اوئه‌سوگی کنشین
اوئه‌سوگی کِنشین، ناگائو کاگه‌تورا (به ژاپنی: 上杉 謙信 Uesugi Kenshin) (۱۵۳۰–۱۵۷۸ میلادی) یکی از دایمیو‌های قدرتمند در دوره سنگوکوی ژاپن بود که بر ولایت اچیگو حکمرانی می‌کرد.
اوئه‌سوگی کنشین به عنوان ناگائو کاگه‌تورا از خاندان ناگائو متولد شد، و پس از فرزندخواندگی در قبیله اوئه‌سوگی، بر ولایت اچیگو حکومت کرد. در دوره سنگوکو یا جنگ‌های داخلی ژاپن او یکی از قدرتمندترین دایمیوها بود. کنشین که به عنوان «اژدهای اچیگو» شناخته می‌شود، در حالی که عمدتاً به دلیل مهارت خود در میدان نبرد به عنوان یک نابغه نظامی شناخته می‌شود، همچنین به عنوان یک مدیر بسیار ماهر در نظر گرفته می‌شود که رشد صنایع و تجارت محلی را تقویت کرد و حکومت او شاهد افزایش قابل توجهی در استاندارد زندگی در ولایت اچیگو بود. او بسیار عدالت‌خواه بود. کنشین به خاطر رفتار شرافتمندانه‌اش، تخصص نظامی‌اش، رقابت طولانی‌مدت با تاکدا شینگن، لشکرکشی‌های دفاعی متعددش برای بازگرداندن نظم در منطقه کانتو به‌عنوان کانتو کانری، و اعتقادش به خدای جنگ بودایی - بیشامنتن، مشهور است. بسیاری از پیروان او و دیگران معتقد بودند که او اوتار (حلول خداوند در قالب انسانی) بیشامنتن است و کنشین را «خدای جنگ» می‌نامیدند.

## نام
نام اصلی او ناگائو کاگه‌تورا بود. او زمانی که نام خاندان اوئه‌سوگی را به ارث برد، نام خود را به اوئه‌سوگی ماساتورا تغییر داد تا بتواند عنوان رسمی کانتو کانری که اختصاص به خاندان اوئه‌سوگی داشت را بپذیرد. بعداً او دوباره نام خود را به اوئه‌سوگی تروتورا تغییر داد تا با به کار بردن، حرف کانجی «輝 ترو» از نام سیزدهمین شوگون، آشیکاگا یوشیترو، او را گرامی بدارد، و در نهایت پس از اینکه او قول داد که ذن بودایی شود، نام او به اوئه‌سوگی کِنشین تغییر پیدا کرد. به ویژه، او به دلیل اینکه از جانبازان بیشامنتن بود، مشهور شد.
کنشین در سال ببر (برج چینی) به دنیا آمد و همیشه کلمه «تورا» (虎، ببر) را در نام خود نگه داشت. او به دلیل توانایی‌های هوشمندانه و کمک‌های عالی خود به عنوان «ببر اچیگو» مورد احترام است.
کنشین همچنین به عنوان «اژدهای اچیگو» شناخته می‌شود. رقیب او تاکدا شینگن «ببر کای» نام داشت. آنها چندین بار در نبردهای کاواناکاجیما جنگیدند. در برخی نسخه‌های اساطیر چینی (شینگن و کنشین همیشه به فرهنگ چینی، به‌ویژه آثار سون تزو علاقه‌مند بوده‌اند)، اژدها و ببر همیشه رقبای سرسختی بوده‌اند که سعی می‌کنند یکدیگر را شکست دهند، اما هیچ‌کدام هرگز نمی‌توانند دست برتر را به دست آورند.

## اوایل زندگی
او که با نام کاگه‌تورا متولد شد، سومین یا چهارمین پسر جنگجوی مشهور ناگائو تامه‌کاگه بود و زندگی او داستانی منحصر به فرد را ارائه می‌دهد - او از خاندان اوئه‌سوگی نبود، بلکه از خاندان ناگائو بود. خانواده پدرش ملازمان شاخه خاندان یامانوئوچی اوئه‌سوگی بودند، و پدرش با پیروزی‌های نظامی خود بر اربابانش مانند اوئه‌سوگی آکی‌سادا شهرت زیادی به دست آورد. با این حال، در سال‌های بعد، تامه‌کاگه خود را در تضاد با ایکو-ایکی منطقه هوکوریکو همسایه دید، و با تغییر قدرت سیاسی در منطقه به نفع ایکو-ایکی (که عمدتاً به دلیل ظهور ناگهانی معبد هونگان بود)، وضعیت ولایت اچیگو به سرعت بدتر شد. در سال ۱۵۳۶، زمانی که پدر کنشین ارتشی را جمع کرد و به سمت غرب حرکت کرد، به اوج خود رسید. با این حال، پس از رسیدن به سندانو (دسامبر ۱۵۳۶) در ولایت اتچو، نیروهای او به‌طور ناگهانی مورد حمله قرار گرفتند، و در نتیجه درگیری خود تامه‌کاگه کشته شد و ارتش او فرار کرد.
تأثیر بازگشت در اچیگو فوری بود. ناگائو هاروکاگه، پسر ارشد تامه‌کاگه، بلافاصله برای کنترل ناگائو تلاش کرد و پس از یک جنگ قدرت که منجر به مرگ یکی از برادرانش به نام ناگائو کاگه‌یاسو شد، در این ادعا موفق شد. کنشین از درگیری حذف شد و به معبد رینسن نقل مکان کرد، جایی که او زندگی خود را از ۷ تا ۱۴ به مطالعه، هنرهای رزمی و ذن گذراند.

## اوایل برخاستن
اوسامی سادامیتسو و تعدادی دیگر از آشنایان پدر مرحومش در ۱۴ سالگی ناگهان با کنشین تماس گرفتند. آنها از پسر جوان ناگائو خواستند که به ولایت اچیگو برود و با حکومت برادر بزرگترش مخالفت کند. به نظر می‌رسد که هاروکاگه توانایی و صلاحیت خود را برای رهبری ثابت نکرده بود (احتمالاً به دلیل بیماری) و شکست او در کنترل و جلب حمایت خانواده‌های قدرتمند کوکوجین منجر به وضعیتی شده بود که تقریباً به نقطه پاره‌پاره شدن ولایت همان‌طور که داستان‌ها گفته می‌شود، در ابتدا کنشین تمایلی به ستیز با برادر خود نداشت، اما در نهایت متقاعد شد که برای بقای اچیگو لازم است. در سن ۱۵ سالگی او به‌طور مشترک فرماندهی قلعه توچیو را بر عهده گرفت و با دفاع موفقیت‌آمیز از آن در برابر شورشیانی که علیه اوئه‌سوگی‌ها نقشه می‌کشیدند، شهرت پیدا کرد و کنشین موفق شد در سال ۱۵۴۸ کنترل خاندان ناگائو را از سلطه ناگائو هاروکاگه خارج کند.
ناگائو هاروکاگه از رهبری خاندان و دولت ولایت کنار رفت و این عنوان را به برادر کوچکترش داد. هاروکاگه پنج سال بعد در سال ۱۵۵۳ درگذشت. در ۱۹ سالگی، کنشین رئیس خاندان ناگائو شد و وارد قلعه کاسوگایاما شد، اما همچنان به عنوان ملازمان خاندان اوئه‌سوگی.
در سال ۱۵۵۱، از کنشین خواسته شد تا برای ارباب اسمی خود، اوئه‌سوگی نوریماسا، که به دلیل گسترش به منطقه کانتو توسط ارباب هوجو اوجییاسو از خاندان هوجو، مجبور به فرار از آنجا شده بود، در قلعه خود پناه بگیرد. او موافقت کرد که تحت شرایط خاص به فرمانده جنگ پناه دهد، اما در آن زمان در موقعیتی نبود که علیه هوجو حرکت کند. شرایط عبارت بودند از پذیرش کنشین توسط نوریماسا به عنوان وارث خود، تغییر نام از کاگه‌تورا به تروتورا (بعدها کنشین)، عنوان ارباب اچیگو، و پست کانتو کانری به عنوان معاون شوگون.
در سال ۱۵۵۲، اوئه‌سوگی شروع به جنگ علیه خاندان هوجو کرد. اگرچه حاکمیت او بر خاندان ناگائو و اوئه‌سوگی اکنون بدون تردید بود، اما بسیاری از اچیگو هنوز از پذیرش این جنگسالار جوان مستقل بود. کنشین بلافاصله تصمیم گرفت تا قدرت خود را در منطقه مستحکم کند، اما این تلاش‌ها هنوز در مراحل اولیه خود بودند که نگرانی‌های بسیار مبرم تری ظاهر شد. اوگاساوارا ناگاتوکی و موراکامی یوشیکیو، دو ارباب شینانو، هر دو در مقابل کنشین حاضر شدند و از او برای توقف پیشروی‌های جنگ‌سالار قدرتمند تاکدا شینگن درخواست کمک کردند. در حوالی زمانی که کنشین ارباب جدید اچیگو شد، شینگن پیروزی‌های بزرگی در ولایت شینانو کسب کرده بود. با فتوحات تاکدا آنها به‌طور قابل توجهی به مرزهای اچیگو نزدیک شدند، کنشین موافقت کرد که در دو جبهه به میدان برود با این حال درگیری‌های بین سه ارباب نیز اتحادها و معاهدات مختلفی را نشان داد.
موفقیت نظامی کنشین به تلاش‌های اصلاحی موفقیت‌آمیز او در تجارت، بازار، شبکه حمل و نقل (مکانیسم مالیات در شهرهای بندری) و درآمدهای حاصل از تجارت پارچه مربوط می‌شود. نتیجه کنترل بر تجارت بود که دولت قبلی این امتیاز را نداشت. او همچنین با اعطای زمین به جمعیت جنگجو پیوندهای فئودالی برقرار کرد. اساسنامه موسوم به فونای مقرراتی را نشان می‌دهد که برای نخبگان سنتی و عوام عادی اعمال می‌شود، معافیت‌های مالیاتی به دلیل فرسودگی جنگ، با هدف تمرکز و تحکیم سرزمین‌های اطراف پایتخت خود، که با اصلاحات بیشتر برای تحکیم امپراتوری همراه شد. قبل از لشکرکشی ۱۵۶۰–۱۵۶۲ کانتو به اراضی رسید. با این حال، علی‌رغم کنترل کنشین بر کشاورزی و اقتصاد، او اصلاحات کلیدی مانند بررسی‌های کاداستر را که برای تعهدات نظامی مهم است، به‌طور کامل اجرا نکرد که حاکی از تمرکز کنشین بر تجارت است.

## درگیری با تاکدا
آنچه پس از اتحاد سه‌گانه کنشین دنبال شد، آغاز رقابتی بود که در تاریخ ژاپن و دوره سنگوکو افسانه ای شد. در اولین درگیری بین این دو، هر دو اوئه‌سوگی کنشین و تاکدا شینگن بسیار محتاط بودند و فقط خود را متعهد به زد و خوردهای غیر قطعی کردند. در طول سال‌ها، سرانجام تعداد کل پنج مورد از این نوع درگیری‌ها در محل معروف کاواناکاجیما (۱۵۵۳–۱۵۶۴) وجود داشت اگرچه تنها چهارمین نبردی جدی و همه‌جانبه بین این دو بود.

#### چهارمین نبرد کاواناکاجیما
در سال ۱۵۶۱، کنشین و شینگن بزرگ‌ترین نبرد، چهارمین نبرد کاواناکاجیما، انجام دادند. کنشین از یک تاکتیک مبتکرانه استفاده کرد: یک آرایش ویژه که در آن سربازان در جلو با همرزمان خود در عقب تعویض می‌شدند، زیرا آنهایی که در خط مقدم بودند خسته یا مجروح می‌شدند. این به سربازان خسته اجازه می‌داد استراحت کنند، در حالی که سربازانی که عملی را انجام نداده بودند در خط مقدم می‌جنگیدند. این بسیار مؤثر بود و به همین دلیل کنشین تقریباً شینگن را شکست داد. در کویو گونکان به عنوان یکی از مشهورترین نمونه‌های نبرد تک به تک در تاریخ سامورایی‌ها به آن اشاره شده است. در طول این نبرد، کنشین موفق شد تا به نزدیک شینگن برسد و با شمشیر به او ضربه بزند. شینگن با بادبزن یا تسن جنگ آهنین ضربه‌ها را دفع کرد. کنشین قبل از اینکه ملازمان تاکدا او را دور کنند،  نتوانست شینگن را به قتل برساند. شینگن یک ضد حمله انجام داد و ارتش اوئه‌سوگی عقب‌نشینی کرد. نتیجه نبرد چهارم کاواناکاجیما هنوز نامشخص است. بسیاری از محققان در مورد اینکه چه کسی پیروز واقعی بود، اختلاف نظر دارند، اگر نبرد واقعاً به اندازه کافی تعیین‌کننده بود که حتی یک نفر را اعلام کرد، بنابراین به‌طور کلی یک تساوی در نظر گرفته می‌شود. این بزرگ‌ترین نبرد تلفات در دوره سنگوکو در نظر گرفته می‌شود با از دست دادن ۷۲ درصد از ارتش کنشین و ۶۲ درصد ارتش شینگن، اما شینگن دو تن از مهم‌ترین ژنرال‌های خود، یعنی مشاور خود یاماموتو کانسوکه و برادر کوچکتر تاکدا نوبوشیگهرا نیز در طول نبرد از دست داد. برخی برآوردهای محافظه کارانه تر، تلفات را در حدود ۲۰ درصد نشان می‌دهد.
در سال ۱۵۶۳، شینگن با هوجو اوجییاسو علیه خاندان اوئه‌سوگی متحد شد، آنها قلعه ماتسویاما در ولایت موساشی را تصرف کردند. در سال ۱۵۶۵ شینگن قلعه کوراگانو و قلعه مینووا در ولایت کوزوکه را تصرف کرد. در سال ۱۵۷۱، کنشین به قلعه‌ای متعلق به شینگن در ولایت کوزوکه حمله کرد و آنها دوباره در نبرد تونه‌گاوا با یکدیگر روبرو شدند تا یک بار دیگر درگیر شوند.
علاوه بر این، پس از شکست شینگن با هوجو، حادثه ای رخ داد که هوجو عرضه نمک به ولایت کای را تحریم کرد. وقتی کنشین مشکل شینگن را شنید، از ولایت خودش نمک به شینگن فرستاد. کنشین اظهار داشت که هوجو «عمل بسیار بدی انجام داده است». کنشین افزود: «من با نمک نمی‌جنگم، بلکه با شمشیر می‌جنگم».
احترام کنشین به شینگن از واکنش او به مرگ شینگن مشهود است: او به‌طور خصوصی گریه کرد و گفت: "من رقیب خوبم را از دست دادم. ما دیگر قهرمانی مانند آن نخواهیم داشت!"

### افسانه فرستادن نمک به کای
کنشین یک رقیب بود که در نبرد کاواناکاجیما نبردهای مرگبار زیادی با تاکدا شینگن انجام داد اما حکایتی وجود دارد که کنشین زمانی که شینگن در واردات نمک دچار مشکل شده بود به کمک او آمد. شینگن در حال جنگ با کنشین بود، اما او همچنین بارها با سایر فئودال‌های منطقه کانتو و منطقه توکای، مانند خاندان ایماگاوا و خاندان هوجو، متحد شد و از آنها جدا شد. هنگامی که ایماگاوا یوشیموتو توسط اودا نوبوناگا در نبرد اوکه‌هازاما در سال ۱۵۶۰ شکست خورد، پسر یوشیموتو، ایماگاوا اوجیزانه به عنوان رئیس خانواده ایماگاوا برگزیده شد. با این حال، اوجیزانه استعداد و توانایی یوشیموتو را نداشت و خاندان ایماگاوا در نهایت افول کردند و با بحران بقا مواجه شدند. برای مدت طولانی، تاکدا، هوجو و ایماگاوا یک اتحاد سه جانبه تشکیل داده بودند و روابط خوبی داشتند. با این حال، در سال دهم ایروکو (۱۵۶۷)، شینگن اتحاد را شکست و از زوال خاندان ایماگاوا برای حمله به سوروگا، قلمرو ایماگاوا، استفاده کرد.
اوجیزانه به شینگن اعتقاد داشت، بنابراین نمی‌توانست از این خیانت اخلاقی عصبانی نباشد. اوجیزانه با خاندان هوجوی اخیر تبانی کرد و تصمیم گرفت تحریم‌های اقتصادی را بر شینگن اعمال کند. این ممنوعیت به نام تحریم نمک «شیئو تومه» شهرت دارد و ممونوعیت ارسال نمک به کای بود. کای از هر طرف توسط خشکی احاطه شده است و دریا ندارد، بنابراین وقتی دیگر نمک وارد نمی‌شد، زندگی مردم سخت شد. گفته می‌شود که مردم استان کای به دلیل کمبود شدید نمک آسیب دیدند. در این مرحله، کنشین، رقیب شینگن، به کمک او رفت. کنشین از اوجیزانه و دیگرانی که «شیئو تومه» را «بزدلانه» انجام دادند انتقاد کرد و نمک را با قیمت معمولی برای کای فرستاد. می‌گویند شینگن و مردم کای از کنشین بسیار سپاسگزار بودند. ماجرای نمک فرستادن کنشین به کای تکان دهنده است اما در منابع معتبر تاریخی نوشته نشده است. همچنین هیچ مدرک تاریخی معتبر برای تأیید اینکه اوجیزانه و دیگران تحریم نمک را انجام داده‌اند وجود ندارد. به احتمال زیاد این سری از داستان‌های ساختگی به این هدف ساخته می‌شدند به نسل‌های آینده نشان داده شود که کنشین انسان بزرگی بوده است.

## درگیری با هوجو
اگرچه رقابت او با تاکدا شینگن افسانه‌ای بود، اما اوئه‌سوگی کنشین در واقع چندین سرمایه‌گذاری دیگر در زمان این نبردهای معروف (۱۵۵۳–۱۵۶۴) داشت. در سال ۱۵۵۹، او سفری با اسکورت ۵۰۰۰ نفری برای ادای احترام به شوگون در کیوتو انجام داد. این امر باعث شد که شهرت او به میزان قابل توجهی افزایش یابد و به وجهه او به عنوان یک رهبر فرهیخته و همچنین یک فرمانده جنگ افزوده شود. در همان سال او یک بار دیگر توسط اوئه‌سوگی نوریماسا تحت فشار قرار گرفت تا کنترل منطقه کانتو را از هوجو پس بگیرد، و در سال ۱۵۶۰ او توانست حمله به این منطقه را انجام دهد. در اوت همان سال، او اچیگو ی جنوبی را تحت کنترل یک شورای پنج نفره برای بسیج گسترده قرار داد، و همچنین یک شورای تحقیقاتی کوچک برای هر نوع ناآرامی تشکیل داد.

#### محاصره اوداوارا
کنشین که از پاییز ۱۵۶۰ تا تابستان ۱۵۶۱ علیه هوجو اوجی‌یاسو رهبری کرد، موفق شد تعدادی قلعه از خاندان هوجوی اخیر، مانند قلعه نوماتا را بگیرد که با اولین محاصره قلعه اوداوارا در ولایت ساگامی به پایان رسید. . او موفق به شکستن خطوط دفاعی و سوزاندن شهر شد، اما خود قلعه به دلیل تهدیدهای شینگن در اثر حمله او به سرزمین خود او، تسخیر نشده باقی ماند و بنابراین کاماکورا را تصرف کرد.
در سال ۱۵۶۳، کنشین متحد خود اوتا سوکه‌ماسا را که تحت محاصره هوجو اوجی‌یاسو و تاکدا شینگن بود، نجات داد، در حالی که در نوامبر ۱۵۶۹، زمانی که شینگن قلعه اوداوارا را محاصره کرد، هوجو اوجی‌یاسو این بار از کنشین درخواست کمک کرد.
در سال ۱۵۶۶، پس از اینکه خاندان یورا از ولایت کوزوکه وفاداری خود را به خاندان هوجوی اخیر تغییر داد. بعداً در سال ۱۵۷۴، کنشین به خاندان ساتاکه دستور داد تا به قلعه کانایاما خاندان یورا حمله کنند و خود در محاصره شرکت کرد اما قلعه کانایاما در برابر حمله مقاومت کرد.

## گسترش اوئه‌سوگی
منطقه اصلی دیگری که اوئه‌سوگی کنشین آن را مورد توجه قرار داد، ولایت اتچو در غرب بود، و اوئه‌سوگی کنشین تقریباً نیمی از عمر خود را درگیر سیاست آن ولایت کرد. این سرزمین توسط دو خاندان متخاصم، خاندان جینبو و خاندان شینا، سکونت داشت. کنشین ابتدا به عنوان یک میانجی در اوایل دهه ۱۵۵۰ بین رقبای خود یعنی شینا یاسوتانه و جینبو ناگاموتو وارد مناقشه شد، اما بعداً با خاندان شینا هم سو شد و کنترل خاندان جینبو را به دست گرفت. چند دهه بعد، کنشین علیه خاندان شینا روی آورد و قلعه اصلی آنها را در سال ۱۵۷۵ گرفت و شینا یاسوتانه را در سال ۱۵۷۶ توسط کوجیما موتوشیگه ترور کرد.
در سال ۱۵۶۳، کنشین قلمرو سانو در ولایت کوزوکه را اشغال کرد. او قلعه کاراساوا را در برابر سانو ماساتسونه محاصره کرد و به منطقه نفوذ کرد و بسیاری از جنگ سالاران کوچکتر را وادار کرد که تسلیم او شوند.
در این مرحله، تا سال ۱۵۶۴ کنشین هر دو ولایت اتچو و ولایت کوزوکه را کنترل کرد. در دهه ۱۵۷۰، کنشین بر ولایت اچیگو، برخی ولایت‌های مجاور، همه سواحل منطقه هوکوریکو حکومت می‌کرد و نیروهای اودا نوبوناگا را در ولایت اچیزن شکست می‌داد.

## درگیری با اودا

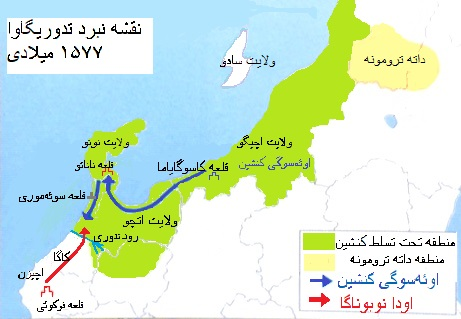
نقشه نبرد

از سال ۱۵۷۶، کنشین شروع به بررسی موضوع اودا نوبوناگا کرد، که از آن زمان به قدرتمندترین جنگ سالار ژاپن در آن زمان تبدیل شده بود. کنشین اتحاد خود را با نوبوناگا شکست. با وساطت شوگون پانزدهم آشیکاگا یوشی‌آکی، او با هونگانجی کننیو آشتی کرد، اتحادی تشکیل داد و به عضویت قدرت مخالف نوبوناگا درآمد. با مرگ تاکدا شینگن و هوجو اوجییاسو، کنشین دیگر برای گسترش قلمرو مسدود نشد؛ بنابراین، هنگامی که مرگ هاتاکه‌یاما یوشیتاکا، یک ارباب در ولایت نوتو، باعث سردرگمی و درگیری در این منطقه شد، کنشین به سرعت از این فرصت استفاده کرد و زمین را از خاندان ضعیف گرفت و با موفقیت قلعه نانائو را محاصره کرد که او را در موقعیتی قرار داد. برای تهدید نوبوناگا و متحدانش. در پاسخ، نوبوناگا نیروهای خود و دو بهترین ژنرال خود، شیباتا کاتسوایه و مائدا توشی‌ایه را گرد هم آورد تا در نبرد تدوریگاوا (۱۵۷۷) در ولایت کاگا با کنشین ملاقات کنند.

#### نبرد تدوریگاوا
کنشین ارتش ۳۰۰۰۰ نفری خود را در قلعه ماتتو مستقر کرد، در حالی که نیروهای اودا نوبوناگا با ۵۰۰۰۰ سرباز به رهبری بسیاری از ژنرال‌های مشهور وارد شدند. با وجود ارقام برتر نوبوناگا، کنشین موفق شد یک پیروزی محکم در زمین به دست آورد. نوبوناگا با از دست دادن ۱۰۰۰ مرد در نبرد و برخی دیگر از نیروهای اودا برای فرار از رودخانه تدوری، دستور عقب‌نشینی به ولایت اومی را صادر کرد. با این حال، کنشین، که عملکرد حریف را «به‌طور شگفت‌انگیز ضعیف» توصیف کرد، تصور نادرستی داشت که نوبوناگا را شکست داده است، زیرا ارتش اودا در واقع توسط شیباتا کاتسوایه رهبری می‌شد. در نهایت کنشین ولایت نوتو را از حمله و تصرف خاندان اودا ایمن کرد.

## مرگ
در اکتبر ۱۵۷۷، اوئه‌سوگی کنشین ترتیبی داد که ارتش بزرگی را برای ادامه حملات خود به سرزمین اودا نوبوناگا تشکیل دهد. در سال ۱۵۷۸ او با تاکدا کاتسویوری علیه نوبوناگا وارد اتحاد شد اما به دلیل آب و هوای بد تحت فشار قرار گرفت و در بهار ۱۵۷۸ بر اثر سرطان مری درگذشت.
علت مرگ کنشین در طول سال‌ها مورد سؤال بوده است. نظریه ای که اکثر محققان پذیرفته‌اند این است که منابع اولیه وخامت وضعیت سلامتی او، شکایت او از درد در قفسه سینه «مانند یک توپ آهنی» و همان‌طور که کنشین گونکی (۱۵۸۲) ثبت می‌کند در نهمین روز از ماه سوم او ثبت می‌کند. معده درد که متأسفانه تا روز سیزدهم که درگذشت ادامه داشت.
در داخل ولایت اچیگو، کنشین یک بحران جانشینی را پشت سر گذاشت. در حالی که او هرگز فرزندی از خود نداشت، کنشین در طول زندگی خود دو پسر را به فرزندی پذیرفت. برادرزاده او، اوئه‌سوگی کاگه‌کاتسو، احتمالاً به دلیل حل تضاد توسط پدر کاگه‌کاتسو، ناگائو ماساکاگه، بستگان و حامیانش به فرزندی پذیرفته شد. پسر خوانده دیگر، اوئه‌سوگی کاگه‌تورا، که در اصل پسر هوجو اوجییاسو بود برای تأمین امنیت مرزهای اچیگو به فرزندی پذیرفته شد. برخی تصور می‌کنند که اوئه‌سوگی کاگه‌کاتسو قرار بود به تدریج به عنوان وارث او منصوب شود در حالی که برخی دیگر تصور می‌کنند که کنشین تصمیم گرفت که دارایی‌ها را بین این دو تقسیم کند.
هر دو پسر پیوندهای خونی و ادعاهای منطقی داشتند. کاگه‌تورا در سال ۱۵۷۸ در اوتاته محاصره شد، و اگرچه برای کمک با هوجو اوجیماسا و تاکدا کاتسویوری تماس گرفتند، اما اولی عقب‌نشینی کرد. اوئه‌سوگی کاگه‌کاتسو با خواهر تاکدا کاتسویوری ازدواج کرد و در نهایت توانست جانشینی خود را تضمین کند. کاگه‌تورا به قلعه ای در نزدیکی مرز اچیگو-شینانو گریخت و در آنجا در سال ۱۵۷۹ خودکشی کرد.
این مرگ باعث کشمکش‌های محلی برای قدرت شد که نتیجه تقریباً یک دهه جنگ داخلی در ولایت اچیگو بین سال‌های ۱۵۷۸ و ۱۵۸۷ بود. مقاومت حامیان کاگه‌تورا برای چند سال در شمال مرکزی اچیگو ادامه یافت.
با این حال، پس از جنگ داخلی پرهزینه، خاندان اودا از شورش‌ها علیه کاگه‌کاتسو برای پیشروی درست تا مرز اچیگو سوء استفاده کرد و ولایت نوتو و ولایت کاگا را در حالی که برادران اوئه‌سوگی مشغول درگیری‌های داخلی بودند تصرف کردند. این امر همراه با نابودی خاندان تاکدا، متحد آن زمان اوئه‌سوگی و دشمن طولانی مدت اودا، به نابودی خاندان اوئه‌سوگی نزدیک می‌شد قبل از اینکه مرگ خود اودا نوبوناگا بار دیگر توازن قدرت را در ژاپن به هم ریخت.